# Graafschap Bitche

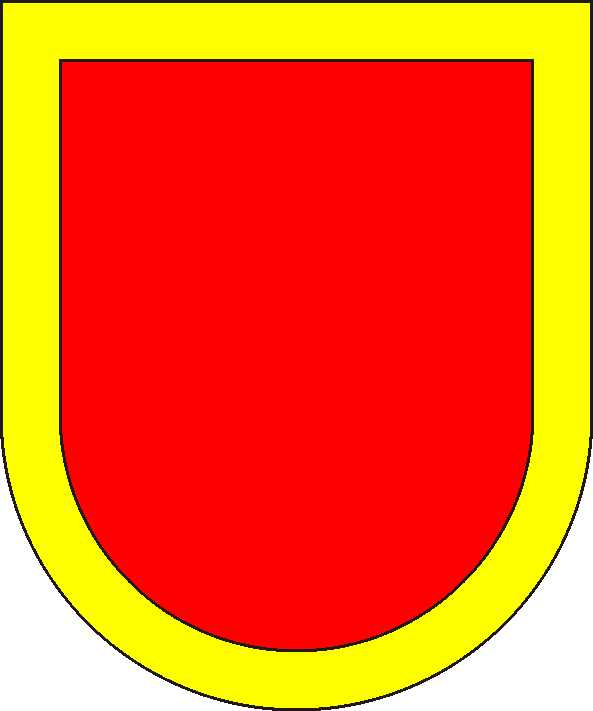
Graafschap Bitche

Het graafschap Bitche (Duits Bitsch) was een tot de Boven-Rijnse Kreits behorend graafschap binnen het Heilige Roomse Rijk, thans in het Franse Lotharingen.
Op 13 mei 1297 sloot graaf Eberhard I van Zweibrücken een ruil-verdrag met het hertogdom Lotharingen. Eberhard stond Sarreguemines (Saargemünd), Lindre (Lemberg) en Marimont (Mörsberg) af aan Lotharingen in ruil voor Bitche. Lotharingen behield de soevereiniteit over Bitche.
Hiermee stichtte Eberhard het graafschap Zweibrücken-Bitsch, terwijl zijn broer Walram I in het eigenlijke Zweibrücken regeerde. De deling was niet volledig want de heerlijkheid Stauf am Donnersberg, de heerlijkheid Bergzabern en de voogdij over het klooster Hornbach bleven gemeenschappelijk. Hoewel Bitche een heerlijkheid was, werd het sindsdien ook als graafschap aangeduid. Formeel was de graventitel echter verbonden met Zweibrücken.
In 1333 volgde een volledige deling van de bezittingen. Het ambt Lemberg viel toen aan Zweibrücken-Bitsch. Ook hadden de graven een aandeel in de heerlijkheid Landeck en de heerlijkheid Lindelbronn.
De graven volgden geen vast beleid: de ene keer erkenden zij het oppergezag van de hertog van Lotharingen en de andere keer maakten zij aanspraak op rijksvrijheid.
Na de dood van graaf Hanneman I in 1400 ontstond er een zijtak in Ochsenstein. Hendrik I huwde in 1442 Cunegonde van Ochstenstein, de erfdochter van graaf Volmer. Na de dood van hun zoon Hendrik II in 1499 viel de heerlijkheid Ochsenstein aan de hoofdtak Zweibrücken-Bitsch.
Simon VII huwde in 1404 Elizabeth, de erfdochter van Lodewijk V van Lichtenberg, hierdoor werd in 1480 de halve heerlijkheid Lichtenberg geërfd met Ingweiler, Oberbronn en Wörth.
Bij de boerenopstand van 1525 riep graaf Reinhard de hulp in van Lotharingen. 
Na de dood van graaf Jacob in 1570 ontstond er een erfstrijd. De ene pretendent was zijn dochter Ludovica Margaretha, die was gehuwd met graaf Philips V van Hanau-Lichtenberg. De andere pretendent was haar nicht Amalia, die gehuwd was met graaf Philips I van Leiningen-Westerburg. Leiningen-Westerburg verkocht zijn aanspraken in 1573 echter aan het hertogdom Lotharingen.
Het aandeel dat Zweibrúcken-Bitsch in Landeck had viel aan Keur-Palts en het aandeel in Lindelbronn aan Leiningen.
Graaf Jacob was een overtuigd katholiek geweest, maar zijn schoonzoon Philips van Hanau-Lichtenberg voerde meteen de reformatie in. Te hulp geroepen door de katholieken bezette Lotharingen als leenheer vervolgens op 1 juli 1572 het land. Een jarenlange rechtsstrijd was het gevolg. Uiteindelijk kwam het op 6 februari 1604 tot een vergelijk: Hannau-Lichtenberg kreeg het ambt Lemberg en Bitsch bleef bij Lotharingen.
Op 22 maart 1611 stichtte de hertog het provoostschap Bitche. Vervolgens werd het aan familieleden van de hertog geschonken: eerst aan de prins van Pfalzburg en later aan de prins van Vaudemont.
Tijdens de Franse bezetting van Lotharingen van 1631 tot 1662 was Bitsch het enige stukje dat in bezit van de hertog bleef.
In juni 1751 stichtte de hertog de bailliage Bitsche als bestuurlijke eenheid. 
Samen met Lotharingen kwam Bitche in 1766 aan Frankrijk.

## Regenten
| regering  | naam        | geboren    | overleden  | familie |
| --------- | ----------- | ---------- | ---------- | ------- |
| 1297-1321 | Everhard I  |            | 1321       |         |
| 1321-1355 | Simon II    |            | 1355       | zoon    |
| 1355-1400 | Hanneman I  |            | 24-9-1400  | zoon    |
| 1400-1418 | Hanneman II |            | 1418       | zoon    |
| 1418-1474 | Frederik II | 1417       | 1474       | zoon    |
| 1474-1499 | Simon VII   |            | 22-07-1499 | zoon    |
| 1499-1532 | Reinhard    |            | 02-03-1532 | zoon    |
| 1532-1540 | Simon IX    | 28-08-1505 | 28-10-1540 | zoon    |
| 1540-1570 | Jacob       | 19-07-1510 | 22-03-1570 | broer   |